# Ністатин
Ністатин (лат. Nystatinum) — антибіотик групи полієнів, що продукується актиноміцетом Streptomyces noursei. Є протигрибковим препаратом, не активний відносно бактерій, актиноміцетів і вірусів.

## Історія
Ністатин був відкритий в 1950 році Рейчел Фуллер Браун і Елізабет Лі Хазен. Це був перший полієновий макролідний протигрибковий препарат. Він входить до списку основних лікарських засобів Всесвітньої організації охорони здоров’я. Він доступний як загальний препарат. Він виготовляється з бактерії Streptomyces noursei. У 2020 році це був 227-й лік, який найчастіше призначають у Сполучених Штатах, з понад 2 мільйонами рецептів.

## Механізм дії
Ністатин зв'язується зі стеринами клітинної мембрани грибків, внаслідок чого мембрана стає нездатною функціонувати як селективний бар'єр, що призводить до втрати основних компонентів клітини.

## Інше використання
Він також використовується в клітинній біології як інгібітор шляху ендоцитозу ліпідного рафт-кавеоли в клітинах ссавців у концентраціях близько 3 мкг/мл.
У деяких випадках ністатин використовувався для запобігання поширенню цвілі на таких предметах, як витвори мистецтва. Наприклад, його наносили на картини з дерев’яних панелей, пошкоджені внаслідок повені річки Арно у 1966 році у Флоренції, Італія.
Ністатин також використовується як інструмент вченими, які виконують "перфоровані" електрофізіологічні записи клітин. При завантаженні в реєструючу піпетку він дозволяє вимірювати електричні струми без вимивання внутрішньоклітинного вмісту, оскільки він утворює пори в клітинній мембрані, які проникні лише для одновалентних іонів.

## Показання до застосування
Ністатин різною мірою пошкоджує збудників дерматомікозів, глибоких тавісцеральних бластомікозів, збудників хромомікозу та споротрихозу, пліснявих мікозів, деяких патогенних найпростіших. Особливо чутливі до препарату дріжджоподібні грибки роду Candida та аспергіли. Ністатин пригнічує розвиток вегетативних форм дизентерійних амеб у кишечнику і застосовується для знищення грибків роду Candida у їх носіїв. Стійкість до ністатину у грибків роду Candida та інших чутливих видів розвивається повільно.
З метою профілактики призначають для попередження розвитку грибкових інфекцій при тривалому лікуванні протибактеріальними антибіотиками, особливо при пероральному використанні препаратів пеніцилінового та тетрациклінового ряду.

## Протипоказання
Гіперчутливість до препарату; виразкова хвороба шлунка та дванядцятипалої кишки.

## Фармакокінетика
При прийомі внутрішньо погано всмоктується в травному тракті (його біодоступність не перевищує 3 – 5%). Фунгістатичні концентрації антибіотика в крові і близькі до терапевтичних в тканинах внутрішніх органів досягаються тільки при введенні його у великих дозах. Препарат не проникає крізь гематоенцефалічний бар'єр і не надходить у спинномозкову рідину.
Основна маса прийнятого внутрішньо антибіотика виділяється з калом у незміненому вигляді, при цьому у випорожненнях створюються високі його концентрації, достатні для прояву лікувального ефекту при кандидомікозі слизової оболонки травного каналу.
Препарат, що всмоктався, виводиться з організму із сечею.

## Побічна дія
Можливі такі побічні ефекти:
алергічні реакції: свербіж, гарячка, озноб, шкірні висипання, кропив’янка, бронхоспазм, підвищення температури тіла, набряк обличчя.
Гіркий присмак у роті, диспептичні прояви, нудота, блювання, гастралгія, діарея; сд-м Стівенса-Джонсона, фотосенсибілізація, тахікардія, неспецифічні міалгії; можливий ризик розповсюдження резистентних форм грибків, що вимагає відміни препарату.

## Синоніми
Nistatina, Nystatin, Nystatine, Nystatinum

### Бренди
Flagystatin, Nyaderm, Nyamyc, Nystop, Viaderm Kc,
Adiclair (Ardeypharm), Afunginal (Euro Generics), Biofanal (Pfleger), Candacide (Be-Tabs Pharmaceuticals), Candermil (LKM), Candex (Square), Candidias (Fabra), Candistat (Ambalal Sarabhai Enterprises), Candistin (Pharos), Canstat (Aspen Pharmacare), Cazetin (Ifars), Diaper NZ (Cheminter), Dipni (Omega), Enystin (Kalbe), Fukangning (Deyer), Fungatin (Ferron), Fungicidin Leciva (Zentiva), Fungistin (Beximco), Fungostatin (Nobel), Funistatin (Nobel), Gynostatin (Iqfarma), Kandistatin (Metiska), Kenalon (Ta Fong), Lederlind (Riemser), Ledernyst (Riemser), Lystin (Biolab), Nilstat (Glenmark), Nyaderm (Taro), Nystan (Bristol Myers Squibb)